# Do It (canção de Toni Braxton)
Do It é uma canção da cantora norte-americana Toni Braxton. Foi lançada em 6 de Abril de 2020 como primeiro single de seu nono álbum de estúdio, Spell My Name. Uma versão remix com a rapper Missy Elliott também foi lançada em 26 de Junho de 2020.

## Composição
Foi escrita por Babyface, Percy Bady, Braxton, Antonio Dixon e produzida por Dixon.
Em nota a imprensa, ela falou sobre a canção:
“Escrevi essa música há cerca de um ano, quando uma amiga estava passando por dificuldades para tentar terminar um relacionamento que não era bom para ela. Todos nós já passamos por situações como esta, quando realmente não há mais nada a dizer, você sabe que ele não está certo e você só precisa fazer o que precisa. Há também um elemento de esperança na música, que depois de fazer o que você precisa fazer, as coisas vão melhorar."

## Faixas e formatos
| Download Digital |         |         |  |
| N.º              | Título  | Duração |  |
| 1.               | "Do It" | 2:52    |  |

| Download Digital - Remix |                             |         |  |
| N.º                      | Título                      | Duração |  |
| 1.                       | "Do It" (com Missy Elliott) | 3:26    |  |

| Download Digital - Zac Samuel Remix |                            |         |  |
| N.º                                 | Título                     | Duração |  |
| 1.                                  | "Do It" (Zac Samuel Remix) | 2:59    |  |

## Desempenho nas tabelas musicais
"Do It" alcançou a primeira posição da parada Adult R&B Songs   quebrando recordes e fazendo de Braxton a única artista a ter uma música na primeira posição da parada em quatro décadas consecutivas (1990, 2000, 2010 e 2020). A cantora agradeceu em declaração a Billboard: "Eu estou tão agradecida pelos meus incríveis fãs e a rádio R&B adulta por sempre me suportar".
| \| Tabela musical (2019) \| Melhor posição \| \| ---------------------------------------------------- \| -------------- \| \| Estados Unidos (Adult R&B Songs) (Billboard)[9] \| 1 \| \| Estados Unidos (R&B/Hip-Hop Airplay) (Billboard)[10] \| 11 \| \| Estados Unidos · (Hot R&B Songs) (Billboard) \| 13 \| |                |
| Tabela musical (2019) | Melhor posição |
| Estados Unidos (Adult R&B Songs) (Billboard) | 1              |
| Estados Unidos (R&B/Hip-Hop Airplay) (Billboard) | 11             |
| Estados Unidos · (Hot R&B Songs) (Billboard) | 13             |

## Histórico de lançamento
| País           | Data                | Versão                  | Formato                     | Gravadora               |
| -------------- | ------------------- | ----------------------- | --------------------------- | ----------------------- |
| Mundo          | 6 de Abril de 2020  | Solo                    | Download digital, streaming | Island, Universal Music |
| Estados Unidos | 13 de Abril de 2020 | Solo                    | Radio Urban AC              | Island, Universal Music |
| Mundo          | 8 de Maio de 2020   | Zac Samuel Remix        | Download digital, streaming | Island, Universal Music |
| Mundo          | 26 de Junho de 2020 | Remix com Missy Elliott | Download digital, streaming | Island, Universal Music |